# Hadol
Hadol est une commune française située dans le département des Vosges, en région Grand Est.
Ses habitants sont appelés les Hadolais.

## Géographie

### Localisation

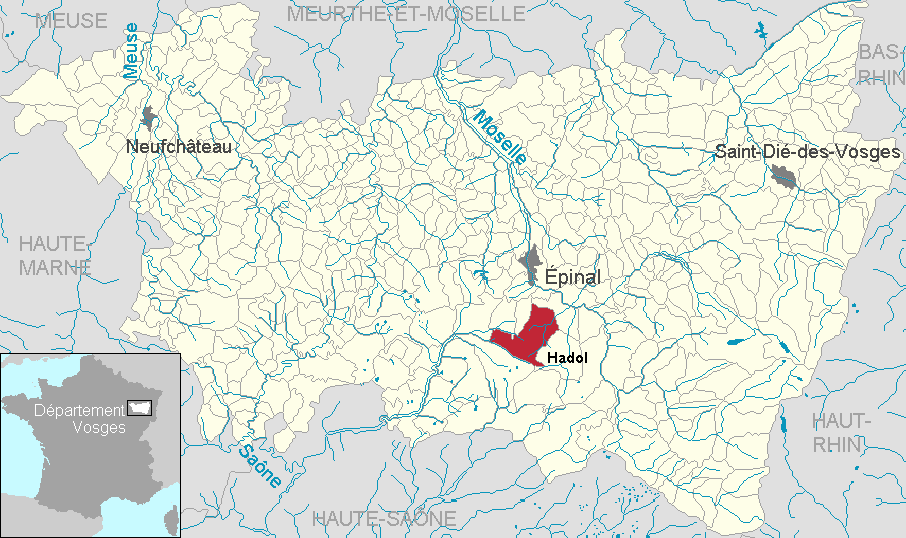
Hadol dans les Vosges.

Hadol est située à 12 km au sud d'Épinal, entre Arches et Xertigny. Le relief de petites collines, faisant partie des monts Faucilles, est parcouru par divers ruisseaux rejoignant soit la Moselle, soit le Coney. La ligne de partage des eaux mer du Nord-Méditerranée traverse donc le village. Les ruisseaux, le Cône, les Nauves, Rainjuménil, Buzegney, la Niche, constituent souvent les limites du territoire communal. Hadol ne compte pas moins d’une quarantaine d’étangs dont deux sont communaux.
La partie centrale du territoire communal est formée d’une vaste cuvette, au paysage très vallonné mais peu pentu sauf aux abords de certains vallons.
En revanche, les bords de cette cuvette se relèvent au nord et surtout au sud (Bois des Rossieux, le Haumont) en suivant des versants boisés. À l’ouest et à l’est, ils sont formés de crêtes douces et peu boisées.
Un réseau convergent de vallons est la seule articulation du secteur. Cette caractéristique a déterminé l’implantation des voies de communications. Cependant, la ligne de chemin de fer a ignoré Hadol au bénéfice de Dounoux.
Le bourg de Hadol est pratiquement implanté au centre de son territoire. Toutefois, la caractéristique fondamentale de la commune est l’urbanisation éparse. Les lieudits sont Buzegney, Grandfaing, Guménil, Géroménil, La Houssière, La Quinfaing, Le Digneul, Le Roulier, Les Étangs, Hadol-Haute, Hadol-Basse, Les Près-Français, Le Sautez, Les Vieux-Moulins, Le Taillon, Rougerupt et Senade.

### Communes limitrophes

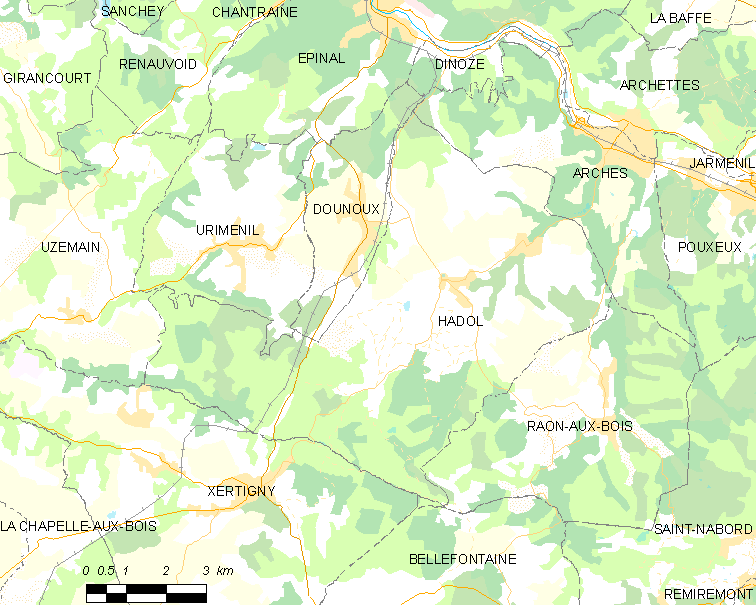
Situation géographique de Hadol.

### Relief, géologie et hydrographie
L'altitude minimale d'Hadol est de 340 mètres et la maximale est de 586 mètres. La commune est traversée par plusieurs ruisseaux, comme le ruisseau des Nauves, et il existe également plusieurs étangs, comme l'étang Perry.

### Hydrographie et les eaux souterraines
La commune est située pour partie dans le bassin versant du Rhin au sein du bassin Rhin-Meuse et pour partie dans le bassin versant de la Saône au sein du bassin Rhône-Méditerranée-Corse. Elle est drainée par le ruisseau de Cône, le ruisseau des Nauves, la ruisseau la Niche, le ruisseau de Buzegney, le ruisseau de Rainjuménil, le ruisseau de la Houssière, le ruisseau de l'Étang Creusot et le ruisseau de l'Étang Perry,.
Le ruisseau de Cône, d'une longueur totale de 12,4 km, prend sa source dans la commune de Bellefontaine et se jette dans le Côney à Xertigny, après avoir traversé cinq communes.
Le ruisseau des Nauves, d'une longueur totale de 10,2 km, prend sa source dans la commune  et se jette dans la Moselle à Arches, après avoir traversé deux communes.
La Niche, d'une longueur totale de 18,6 km, prend sa source dans la commune de Saint-Nabord et se jette dans la Moselle à Arches, après avoir traversé cinq communes.

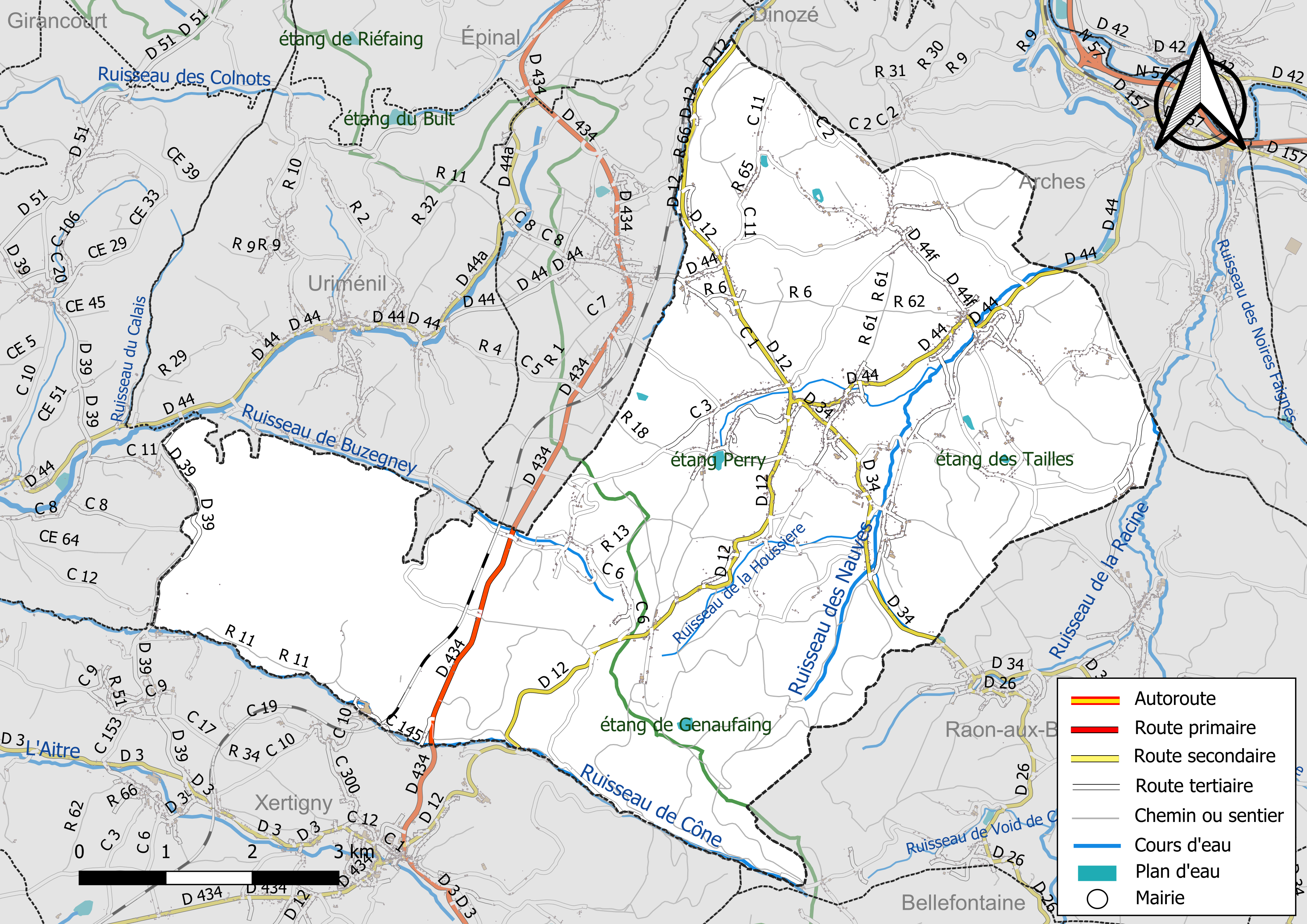
Réseaux hydrographique et routier d'Hadol.

La qualité des eaux de baignade et des cours d’eau peut être consultée sur un site dédié géré par les agences de l’eau et l’Agence française pour la biodiversité.

### Climat
Pour des articles plus généraux, voir Climat du Grand Est et Climat des Vosges.
En 2010, le climat de la commune est de type climat de montagne, selon une étude du Centre national de la recherche scientifique s'appuyant sur une série de données couvrant la période 1971-2000. En 2020, Météo-France publie une typologie des climats de la France métropolitaine dans laquelle la commune est exposée à un climat semi-continental et est dans la région climatique  Lorraine, plateau de Langres, Morvan, caractérisée par un hiver rude (1,5 °C), des vents modérés et des brouillards fréquents en automne et hiver. 
Pour la période 1971-2000, la température annuelle moyenne est de 9,3 °C, avec une amplitude thermique annuelle de 17 °C. Le cumul annuel moyen de précipitations est de 1 124 mm, avec 13,3 jours de précipitations en janvier et 10,7 jours en juillet. Pour la période 1991-2020, la température moyenne annuelle observée sur la station météorologique de Météo-France la plus proche, « Le Roulier_sapc », sur la commune du Roulier à 14 km à vol d'oiseau, est de 10,2 °C et le cumul annuel moyen de précipitations est de 1 000,2 mm. 
La température maximale relevée sur cette station est de 38,1 °C, atteinte le 25 juillet 2019 ; la température minimale est de −18,3 °C, atteinte le 20 décembre 2009,,. 
Les paramètres climatiques de la commune ont été estimés pour le milieu du siècle (2041-2070) selon différents scénarios d'émission de gaz à effet de serre à partir des nouvelles projections climatiques de référence DRIAS-2020. Ils sont consultables sur un site dédié publié par Météo-France en novembre 2022.

## Urbanisme

### Typologie
Au 1er janvier 2024, Hadol est catégorisée commune rurale à habitat dispersé, selon la nouvelle grille communale de densité à sept niveaux définie par l'Insee en 2022.
Elle est située hors unité urbaine. Par ailleurs la commune fait partie de l'aire d'attraction d'Épinal, dont elle est une commune de la couronne,. Cette aire, qui regroupe 118 communes, est catégorisée dans les aires de 50 000 à moins de 200 000 habitants,.

### Occupation des sols
L'occupation des sols de la commune, telle qu'elle ressort de la base de données européenne d’occupation biophysique des sols Corine Land Cover (CLC), est marquée par l'importance des forêts et milieux semi-naturels (48,9 % en 2018), une proportion sensiblement équivalente à celle de 1990 (49,1 %). La répartition détaillée en 2018 est la suivante : 
forêts (48,9 %), zones agricoles hétérogènes (18,5 %), terres arables (17,1 %), prairies (11,2 %), zones urbanisées (4,3 %). L'évolution de l’occupation des sols de la commune et de ses infrastructures peut être observée sur les différentes représentations cartographiques du territoire : la carte de Cassini (XVIIIe siècle), la carte d'état-major (1820-1866) et les cartes ou photos aériennes de l'IGN pour la période actuelle (1950 à aujourd'hui).

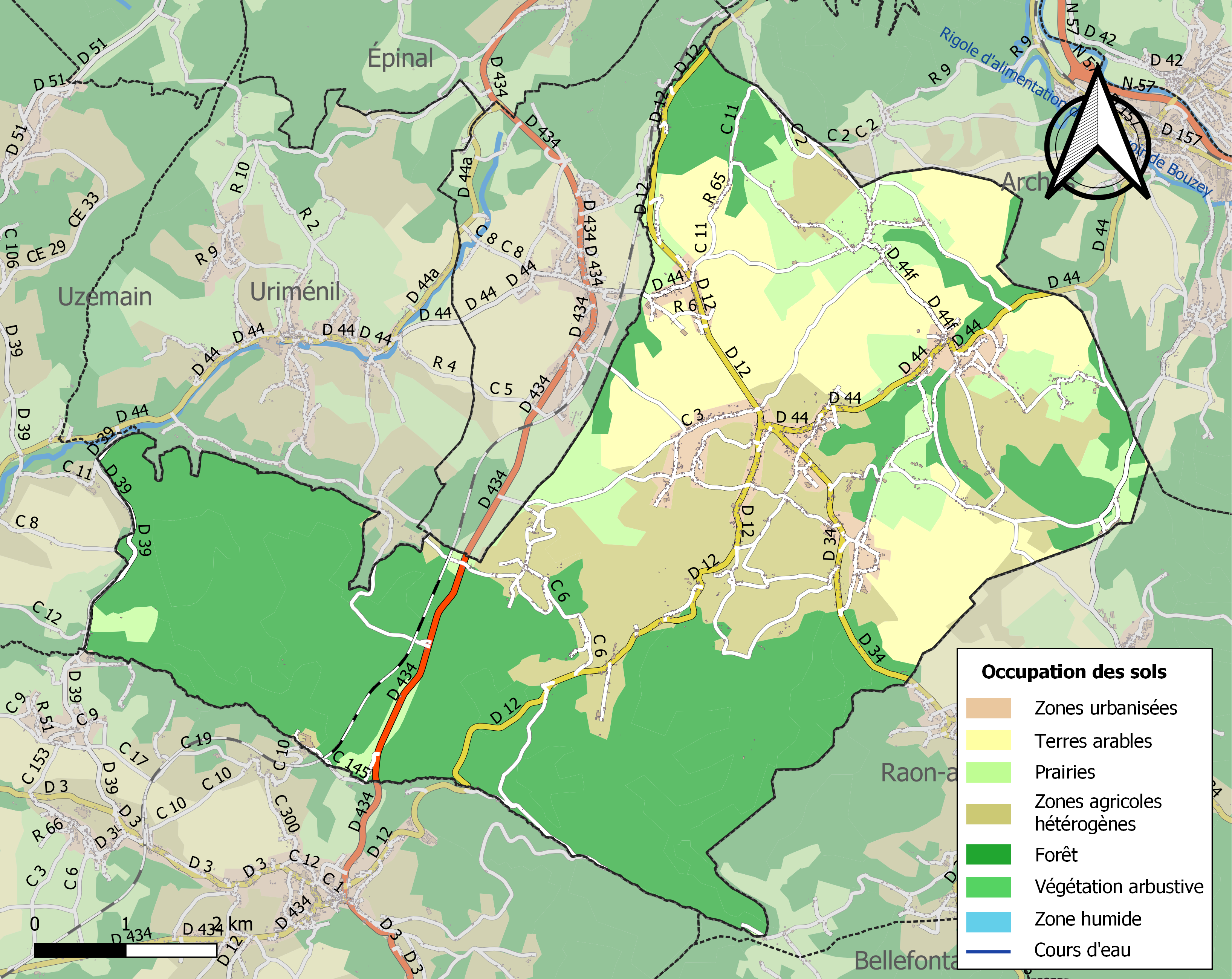
Carte des infrastructures et de l'occupation des sols de la commune en 2018 (CLC).

### Voie de communication et transports

#### Voies routières
L'intersection entre la D12, la D34 et la D44 se trouve à Hadol. Ces trois routes permettent de rejoindre respectivement Dinozé ou Xertigny, Arches ou Uzemain, et Remiremoint.

#### Transports en commun
- Fluo Grand Est.

#### Lignes SNCF
- La gare ferroviaire la plus proche est la gare d'Arches.
- Gare d'Épinal.

#### Transports aériens
- Aéroport d'Épinal-Mirecourt.

## Toponymie
Le nom de la localité est attesté sous les formes Haidois au XIIe siècle ; Haidolz au XIVe siècle.
Albert Dauzat propose d'expliquer le premier élément Haid- > Had- par l'anthroponyme germanique Haido. Celui-ci se perpétue dans les noms de familles Hède, Hedde, Hédon < *Haidon (cas régime). 
Le second élément -ois, -olz représente peut-être le vieux haut allemand holz (> allemand Holz) « bosquet, bois », d'où le sens global de «  bois de (qui appartient à) Haido) ».
Remarque : on constate le même phénomène de chute de la consonne affriquée [ts] en finale absolue que dans Rehaupal (Raihaupaulz XIVe siècle) autre commune des Vosges.

## Histoire
La commune s'est constituée après la Révolution  de plusieurs hameaux dispersés, regroupant les anciennes localités de Hadol-la-Haute, Hadol-la-Basse et Hadol-la-Tour.

## Politique et administration

### Intercommunalité
La commune de Hadol fait partie de la communauté d'agglomération d'Épinal.

### Budget et fiscalité 2022

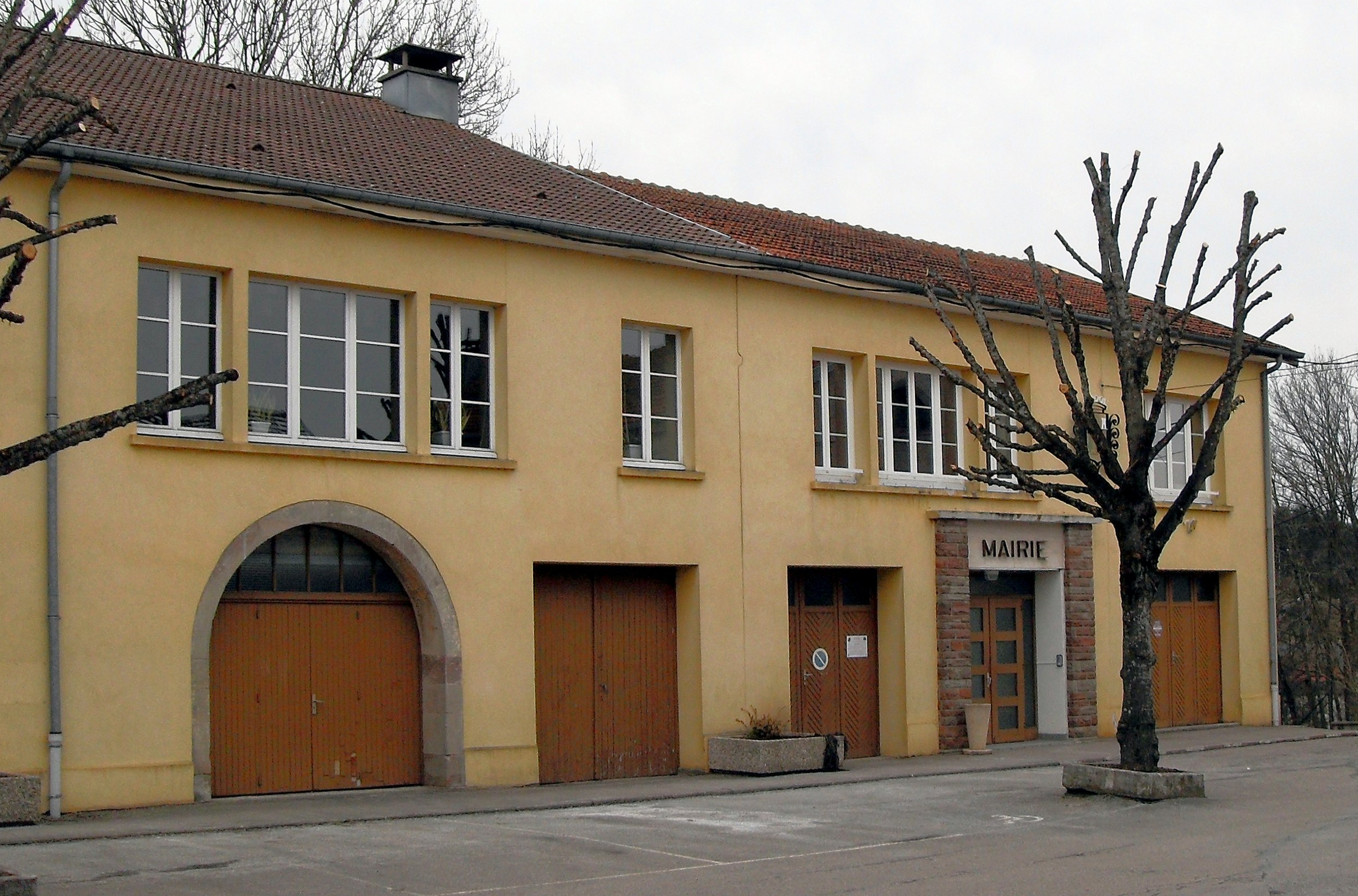
La mairie d'Hadol.

En 2022, le budget de la commune était constitué ainsi :
- total des produits de fonctionnement : 1 959 000 €, soit 795 € par habitant ;
- total des charges de fonctionnement : 1 770 000 €, soit 719 € par habitant ;
- total des ressources d'investissement : 3 516 000 €, soit 1 427 € par habitant ;
- total des emplois d'investissement : 2 779 000 €, soit 1 128 € par habitant ;
- endettement : 3 786 000 €, soit 1 537 € par habitant.

Avec les taux de fiscalité suivants :
- taxe d'habitation : 12,57 % ;
- taxe foncière sur les propriétés bâties : 17,94 % ;
- taxe foncière sur les propriétés non bâties : 72,30 % ;
- taxe additionnelle à la taxe foncière sur les propriétés non bâties : 0,00 % ;
- cotisation foncière des entreprises : 0,00 %.

Chiffres clés Revenus et pauvreté des ménages en 2021 : médiane en 2021 du revenu disponible, par unité de consommation : 23 950 €.

### Liste des maires
| Période                                  | Période                       | Identité                        | Étiquette | Qualité                        |
| ---------------------------------------- | ----------------------------- | ------------------------------- | --------- | ------------------------------ |
| Les données manquantes sont à compléter. |                               |                                 |           |                                |
| mars 1965                                | mars 1978                     | René Rebout                     |           |                                |
| mars 1978                                | avril 2018 (démission)        | Roger Colin (1945- )            | DVD       | Retraité                       |
| avril 2018                               | mai 2020                      | Anne Courtois-Paulus (1974- )   | DVD       | Fonctionnaire en disponibilité |
| mai 2020                                 | En cours (au 19 janvier 2021) | Jean-Francois Clasquin (1953- ) | SE        | Retraité                       |

### Politique environnementale
- Ville fleurie : la commune est récompensée par une fleur au palmarès 2008 du concours des villes et villages fleuris[22].

## Population et société

### Démographie

#### Évolution démographique
L'évolution du nombre d'habitants est connue à travers les recensements de la population effectués dans la commune depuis 1793. Pour les communes de moins de 10 000 habitants, une enquête de recensement portant sur toute la population est réalisée tous les cinq ans, les populations de référence des années intermédiaires étant quant à elles estimées par interpolation ou extrapolation. Pour la commune, le premier recensement exhaustif entrant dans le cadre du nouveau dispositif a été réalisé en 2008.

En 2022, la commune comptait 2 331 habitants, en évolution de −1,94 % par rapport à 2016 (Vosges : −2,96 %, France hors Mayotte : +2,11 %).
| 1793  | 1800  | 1806  | 1821  | 1831  | 1836  | 1841  | 1846  | 1856  |
| ----- | ----- | ----- | ----- | ----- | ----- | ----- | ----- | ----- |
| 2 028 | 2 085 | 2 227 | 2 584 | 2 854 | 3 059 | 3 140 | 3 162 | 3 065 |

| 1861  | 1866  | 1872  | 1876  | 1881  | 1886  | 1891  | 1896  | 1901  |
| ----- | ----- | ----- | ----- | ----- | ----- | ----- | ----- | ----- |
| 3 288 | 3 097 | 2 960 | 2 793 | 2 743 | 2 537 | 2 448 | 2 238 | 2 161 |

| 1906  | 1911  | 1921  | 1926  | 1931  | 1936  | 1946  | 1954  | 1962  |
| ----- | ----- | ----- | ----- | ----- | ----- | ----- | ----- | ----- |
| 2 128 | 2 033 | 1 804 | 1 679 | 1 650 | 1 613 | 1 557 | 1 512 | 1 491 |

| 1968  | 1975  | 1982  | 1990  | 1999  | 2006  | 2008  | 2013  | 2018  |
| ----- | ----- | ----- | ----- | ----- | ----- | ----- | ----- | ----- |
| 1 503 | 1 580 | 1 997 | 2 019 | 2 071 | 2 211 | 2 251 | 2 351 | 2 358 |

| 2022  | - | - | - | - | - | - | - | - |
| ----- | - | - | - | - | - | - | - | - |
| 2 331 | - | - | - | - | - | - | - | - |

### Enseignement
Établissements d'enseignements :
- Une école maternelle reliée au groupe scolaire se trouve rue du Stade. Il existe aussi une maison familiale rurale, rue de l'Église.
- Écoles primaires à Hadol, Dounoux, Uriménil, Raon-aux-Bois, Xertigny.
- Collèges à Xertigny, Épinal, Éloyes.
- Lycées à Épinal.

### Santé
Professionnels et établissements de santé :
- Médecins à Hadol, Arches, Archettes, Uriménil, Pouxeux, Xertigny, Saint-Nabord, Éloyes, Remiremont.
- Pharmacies à Hadol, Arches, Uriménil, Pouxeux, Xertigny, Saint-Nabord, Éloyes, Remiremont.
- L'hôpital le plus proche est le centre hospitalier Émile-Durkheim situé dans la ville voisine d'Épinal.
- Centre hospitalier Beatrix de Lorraine.

### Cultes
- Culte catholique, Paroisse Saint-Paul-en-Vôge[29], Diocèse de Saint-Dié.

### Médias
- La mairie édite tous les ans son propre journal, L'Essor hadolais, retraçant les faits marquants de l'année écoulée dans la commune[30].

## Culture locale et patrimoine

### Lieux et monuments

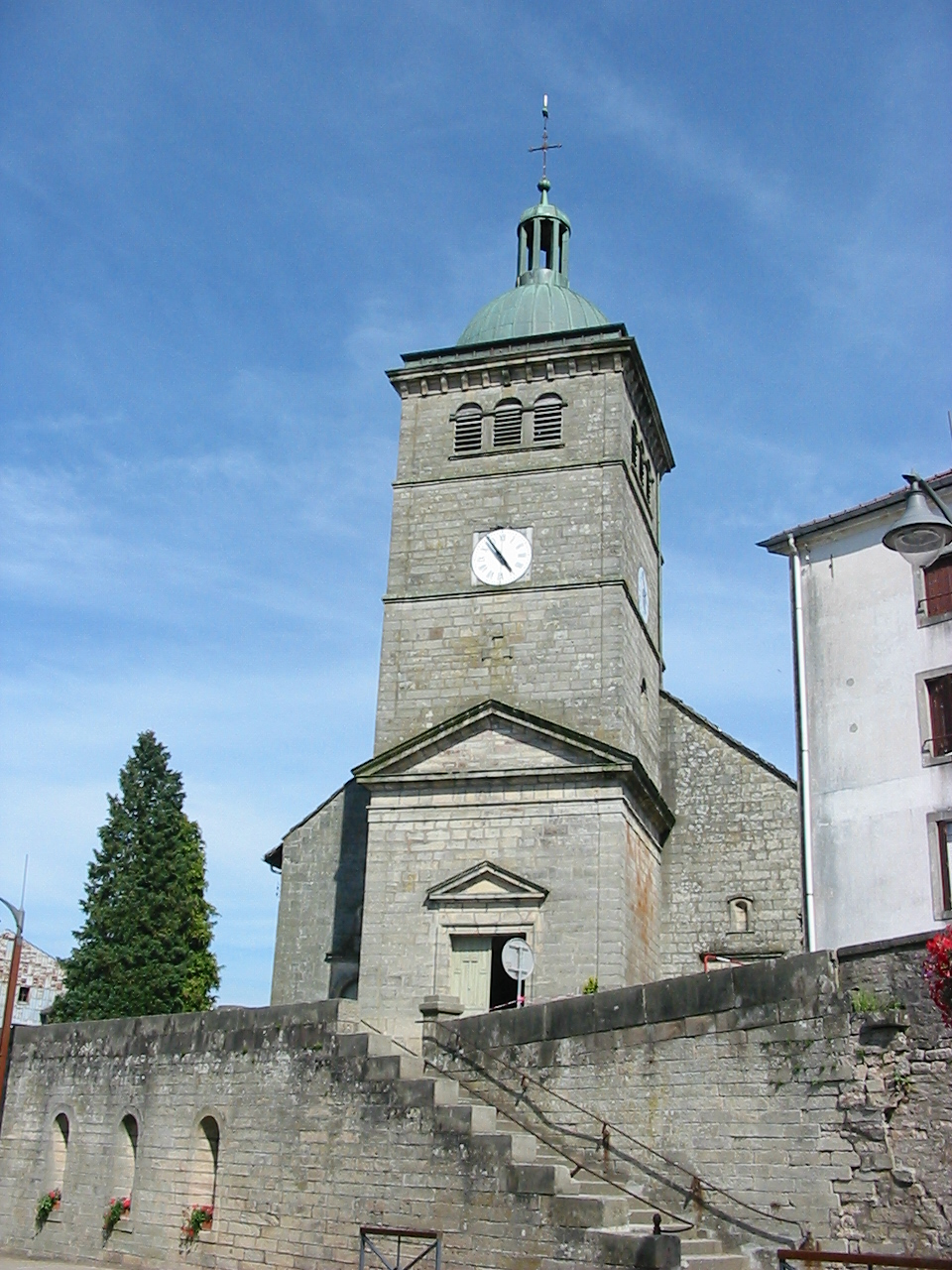
L'église Saint-Gengoult.
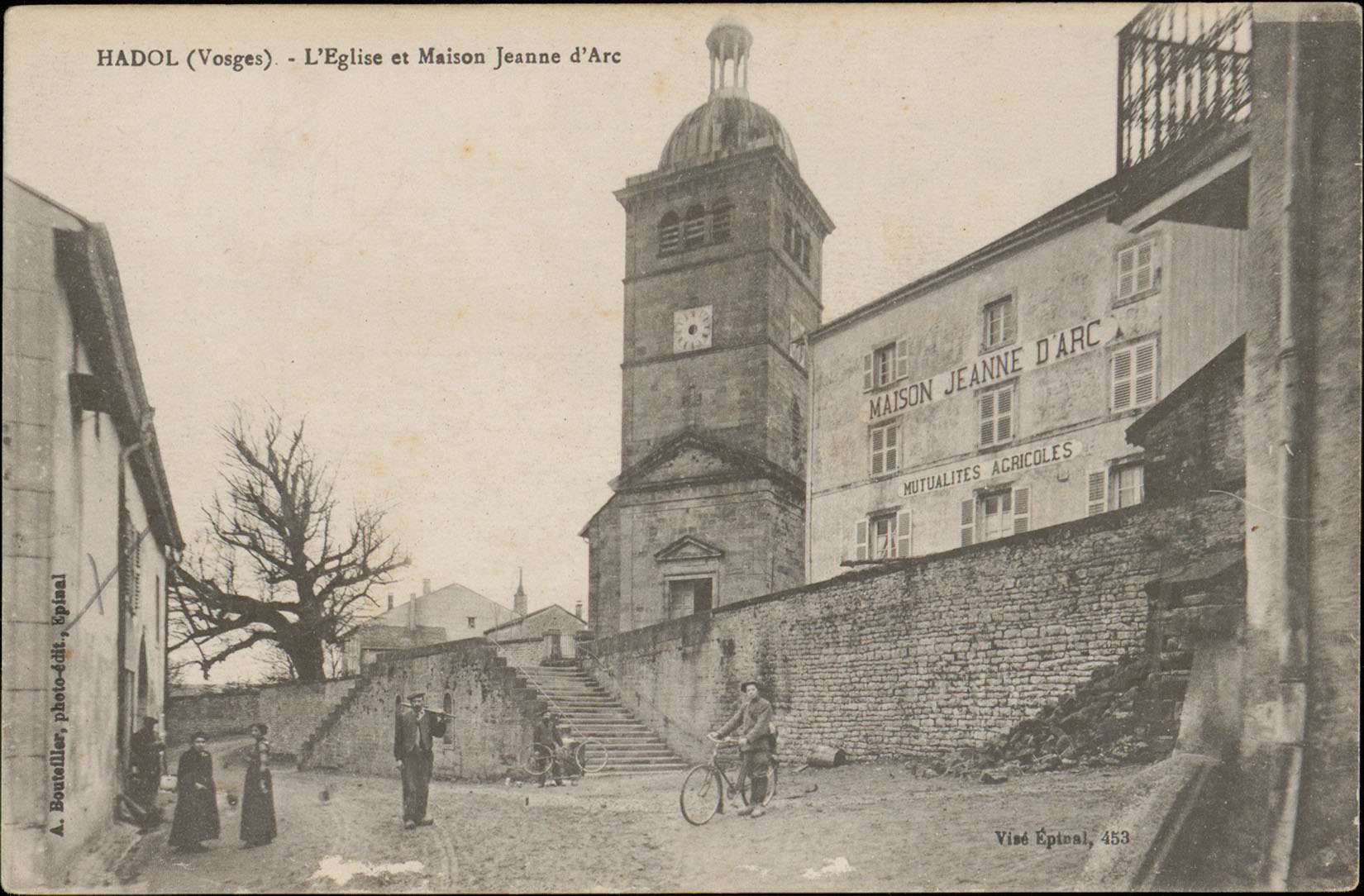
Carte postale ancienne de l'église de Hadol ainsi que de la maison Jeanne d'Arc.
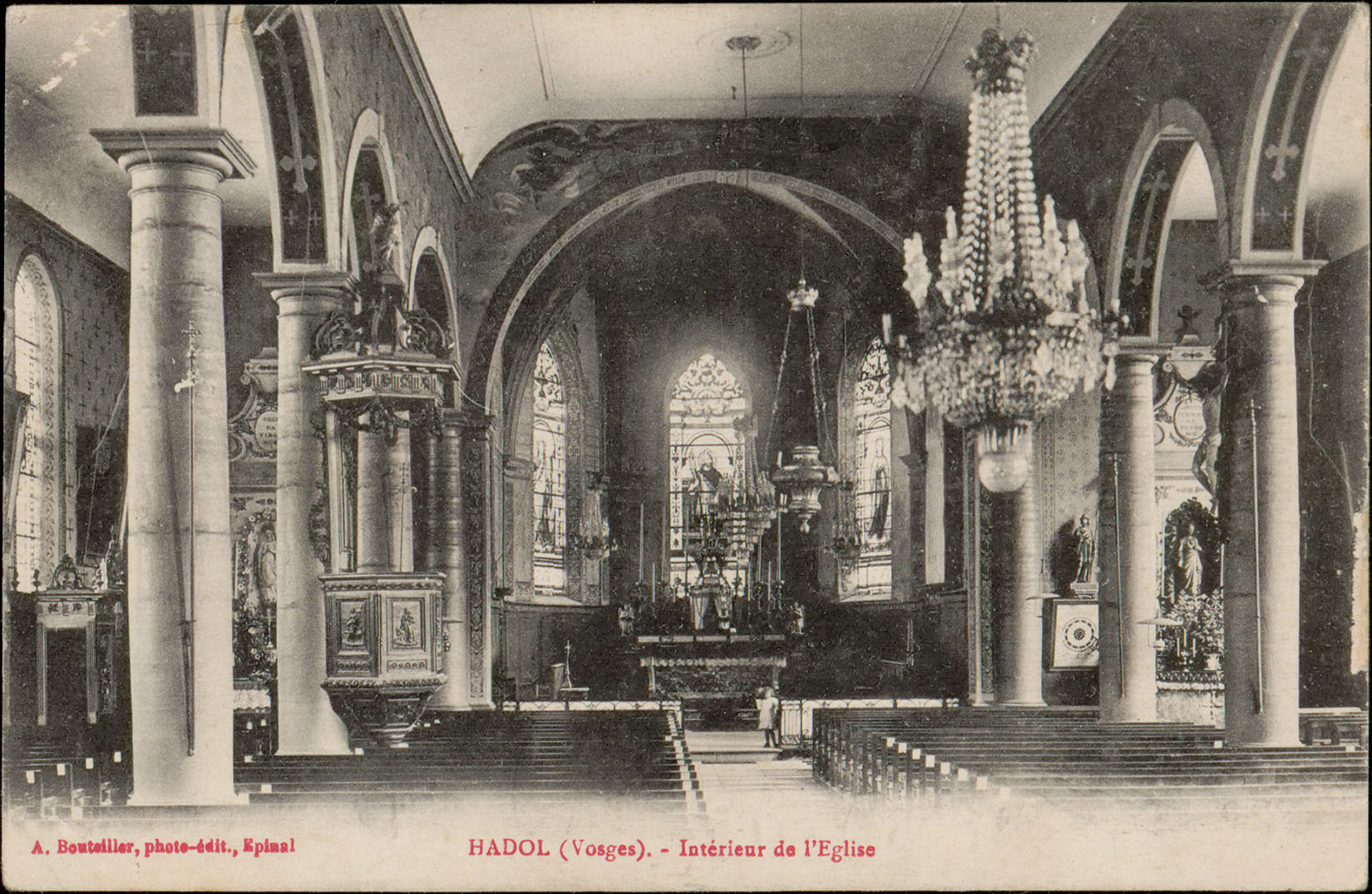
Carte postale représentant l'intérieur de l'église d'Hadol entre 1880 et 1945.
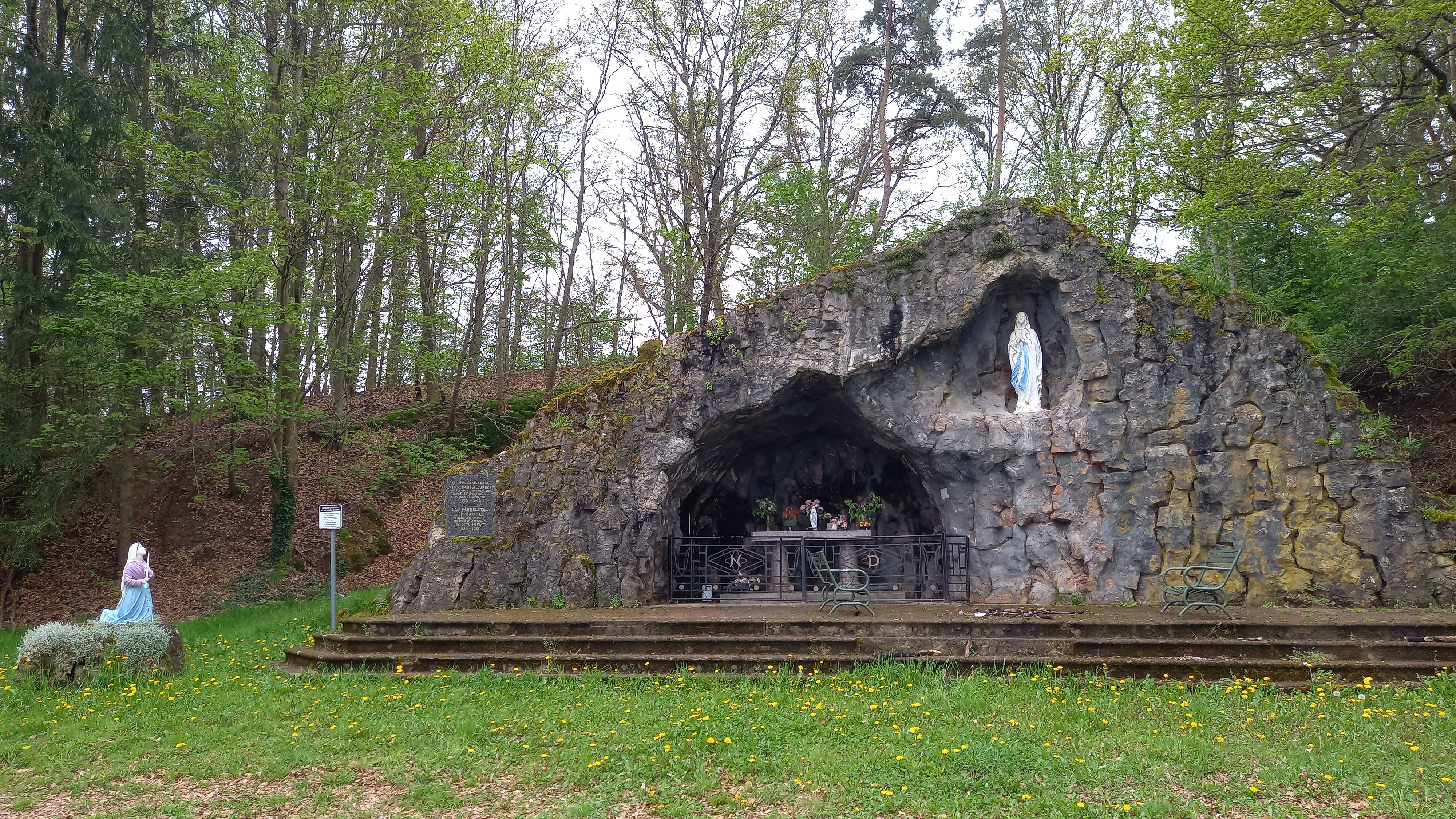
Grotte de Lourdes d'Hadol.

- Église Saint-Gengoult dont le chœur est daté de 1789, la nef ayant été reconstruite en 1827[31].

L'orgue d'Antoine Grossir, construit en 1823, provient de Plainfaing et a été transféré à Hadol en 1900 après avoir été transformé par Martin Rinckenbach en 1876,,,.
Bâton de procession de confrérie : Saint Nicolas.
- L'actuel clocher de l'église est situé dans la tour construite en 1005, c'est cette tour qui a anciennement donné le nom de Hadol-la-Tour[37].
- La chapelle Saint-Gengoult[38].
- Une réplique de la grotte de Lourdes est érigée à proximité du centre, la Vierge apparaissant à Bernadette Soubirous en train de prier. Cette réplique, à l'échelle "un", a été construite par les Hadolais pour remercier Dieu d'avoir épargné leur village pendant la Seconde Guerre mondiale[39].
- Fontaine - lavoir - abreuvoir[40].
- Monument aux morts[41]. : Conflits commémorés : Guerres 1914-1918 - 1939-1945.

### Manifestations culturelles et festivités
- La fête foraine de la Saint-Gengoult a lieu le deuxième week-end de mai. À proximité se tient un vide-greniers.
- La fête de la Musique a lieu le 3e vendredi de juin, les musiciens locaux dont la batterie-fanfare « L'Avenir de Hadol »[42] se produisent sur la place Louis Vivin (ou au complexe polyvalent depuis deux ans[Quand ?]).

### Personnalités liées à la commune
- Louis Vivin (1861-1936), né à Hadol, peintre naïf.
- Jean-Paul Mathieu, né à Hadol le 3 août 1940, évêque de Saint-Dié (2005-2016).
- Lise Chasteloux (née en 1980), championne de France de voltige équestre, écrivaine, auteure de Un destin russe. Le roman raconte la rencontre entre Alexei Krylov, un officier russe membre du corps expéditionnaire russe en France pendant la Première Guerre mondiale (1re brigade) et Marie, une jeune femme habitant Hadaux-la-Tour (dont Hadol est le modèle). En imaginant Alexei Krylov, le héros du livre, Lise Chasteloux a redonné vie à son arrière-grand-père russe, resté à Hadol comme cultivateur à la fin de la guerre en 1918.

### Héraldique, logotype et devise
| Blason | Blasonnement : D'or, à la bande de gueules chargée de trois alérions d'argent, accompagnée en chef d'une tour du même ouverte de sable, et en pointe de deux rivières ondées et alésées d'azur, soutenant à dextre un sapin de sinople. Commentaires : Construit d'après celui de la Lorraine, ce blason est utilisé par la commune depuis 1973. La tour rappelle celle de 1005 dont les bases ont servi a édifier le clocher de l'église. Les burelles ondées représentent les monts Faucilles, ligne de partage des eaux, et le sapin évoque la forêt communale. |

## Pour approfondir